# Order wojskowy Marii Krystyny
Królewski i wojskowy Order Marii Krystyny (hiszp. Real y Militar Orden de María Cristina) – hiszpańskie odznaczenie wojskowe  nadawane w latach 1890–1931 oficerom (od 1925 również szeregowym) armii hiszpańskiej za waleczność lub zasługi podczas wojny.

## Historia i zasady nadawania
Order został ustanowiony 19 lipca 1889 roku przez królową-regentkę Marię Krystynę. 
Odznaczenie było nadawane w następujących klasach:
- Order trzeciej klasy (Krzyż Wielki) – dla generałów
- Order drugiej klasy – dla oficerów starszych
- Order pierwszej klasy – dla oficerów młodszych.

W 1925 roku do orderu dodano krzyż srebrny dla szeregowych (para tropa).
Podobnie jak przy innych wojskowych odznaczeniach hiszpańskich, każda z klas mogła zostać nadana tej samej osobie wielokrotnie. 
Order przestał być nadawany po proklamowaniu republiki w 1931 roku. Pozostał jednak (ze zmienionymi szczegółami) w systemie odznaczeń hiszpańskich. Po zwycięstwie frankistów w wojnie domowej nadawania nie wznowiono. Jego kontynuację stanowi Krzyż Wojenny.

## Insygnia
Oznakę orderu trzeciej klasy stanowiła złota ośmiopromienna gwiazda z nałożonym również złotym krzyżem pizańskim z królewską koroną na górnym ramieniu oraz liliami na pozostałych. Na okrągłej tarczy pośrodku krzyża znajdowały się dwa dwie wieże w czerwonym polu (Kastylia), dwa lwy w polu białym (León) oraz granat na białym tle (Grenada); w owalnej środkowej tarczy widniały trzy złote burbońskie lilie. Tarczę otaczał niebieski pierścień z dewizą: AL MÉRITO EN CAMPAÑA. Pod ramiona krzyża podłożony był złoty laurowy wieniec i cztery uchwyty mieczy. Oznaka była noszona na wstędze przez prawe ramię, białej z szerokim czerwono-żółto-czerwonym paskiem pośrodku i malinowymi brzegami. Gwiazda Wielkiego Krzyża była taka sama jak oznaka orderu, lecz większa, noszona po lewej stronie piersi. Oznakę orderu drugiej klasy stanowiła analogiczna gwiazda jak wyżej, lecz srebrna z nałożonym srebrnym krzyżem, zaś oznakę klasy pierwszej - z krzyżem brązowym.
Oznakę dla szeregowych stanowił srebrny krzyż pizański z laurowym wieńcem między ramionami, noszony na piersi na wstążce o takich samych barwach, jak wstęga Wielkiego Krzyża. Przy późniejszych nadaniach środkowa tarcza krzyża była pokryta emalią.
 

## Zobacz również
- Order morski Marii Krystyny
- Krzyż Wojenny